# Giacobbe benedice i figli di Giuseppe
Giacobbe benedice i figli di Giuseppe è un dipinto a olio su tela (170 × 211,5 cm) di Giovanni Francesco Barbieri, detto Guercino, realizzato intorno al 1620 e conservato alla National Gallery of Ireland di Dublino.

## Storia
L'opera è menzionata da Carlo Cesare Malvasia nella Felsina pittrice, immediatamente dopo l'Elia nutrito dai corvi, tra le commissioni eseguite da Guercino nel 1620 per il cardinale Giacomo Serra, legato pontificio a Ferrara dal 1615 al 1623: «[Guercino] fu richiamato a Ferrara, dove fece altre pitture per i'istesso Legato e per suo Nipote, che si dilettava di disegni; e furono un quadro di Elia profeta nel deserto, Giacobbe che benedisce il figlio, tutte figure intere.»
Il dipinto restò negli appartamenti di Serra nel Castello di Ferrara e passò al legato successivo, il cardinale Giulio Cesare Sacchetti. La successione, tuttavia, avvenne tre o quattro anni più tardi. Durante una visita a Ferrara di Juan Alfonso Enríquez de Cabrera, ambasciatore d'obbedienza di Filippo IV di Spagna presso Innocenzo X, il diplomatico spagnolo «lodò un quadro del Guerzino da Cento, et Sua Em.za subito gliel'ha donato.» Così si trova scritto in un dispaccio inviato da Roma il 19 maggio 1646 da Francesco Mantovano, al Duca di Modena, Francesco I d'Este, di cui era rappresentante presso la Santa Sede. Cabrera, che era già stato Viceré di Sicilia (1641-1644) e Viceré a Napoli (1644-1645) era impegnato nella costituzione di una collezione di dipinti; nel 1647 tornò in Spagna e poco dopo morì. Nell'inventario redatto nel 1647 compare «un lienzo grande de la benedicion de Jacob, de mano del Guerchin de Chonto.» Il figlio di Juan Alfonso donò le collezioni di famiglia alla chiesa di San Pascual a Madrid, da lui stesso fondata nel 1683. Lì fu vista da Antonio Ponz.
Nel 1803 il quadro pervenne alla collezione Manuel Godoy, Príncipe de la Paz, uno dei nobili più potenti del re Carlo IV di Spagna. Compare nell'inventario della suddetta collezione redatto da Frédéric Quillet il 1 gennaio 1808. Nel 1808, a seguito della guerra d'indipendenza spagnola, Godoy cadde in disgrazia, venne esiliato, le sue proprietà confiscate, le collezioni disperse. Il dipinto ricompare con il nome Giacobbe che benedice Efraim e Manasse nel 1843 nella collezione di Lord Northwick, dove rimase fino al 1859. Sparì di nuovo dalla circolazione fino al 1922, quando Hermann Voss lo scoprì a Parigi identificandolo con l'opera descritta da Malvasia. Nel 1934 fu acquistato da Denis Mahon, che nel 2008 lo donò alla National Gallery of Ireland di Dublino.

## Descrizione e stile
Nel centro della scena, Giacobbe, anziano e segnato dagli anni, compie il gesto della benedizione incrociando le mani sui nipoti Manasse ed Efraim. Il suo volto è immerso in una luce calda e dorata, che rappresenta l'ultima luce del giorno: un bagliore crepuscolare che filtra da una quinta architettonica di mattoni, collocata sullo sfondo. La stessa luce si riflette sulla fronte e sul naso di Giuseppe, e investe con forza espressiva il volto del figlio maggiore Manasse, sconvolto dalla delusione per la benedizione negata. Il gesto di Giacobbe, perentorio e calmo, con la mano aperta rivolta verso il basso, sembra arrestare lo slancio di Giuseppe, che si protende verso il padre strattonandolo, nel tentativo di intervenire. Alla scena partecipa silenziosamente Efraim, raffigurato nella penombra con le mani giunte sul petto e il capo chino, in un atteggiamento di mite accettazione. La composizione si distingue per il fitto intreccio di sguardi, gesti e linee diagonali, che guidano lo spettatore lungo l’intenso svolgersi emotivo della scena.
L'episodio raffigurato è tratto dal capitolo 48 della Genesi, dove si narra che Giuseppe condusse i suoi due figli, Manasse ed Efraim, dal padre Giacobbe per riceverne la benedizione. I due bambini sono gli unici nipoti di Giacobbe a essere equiparati a figli, divenendo capostipiti di due delle tribù d'Israele (Genesi 48,5). Giacobbe incrocia le mani e, contro le consuetudini e le proteste di Giuseppe, posa la destra sul capo del secondogenito Efraim, prefigurandone una futura superiorità. Tuttavia, la benedizione è rivolta principalmente a Giuseppe stesso (Gen 48,15). Al di sotto della superficie biblica si coglie una più profonda allegoria: l'accettazione silenziosa di Efraim, la rassegnazione del vecchio Giacobbe, la frustrazione di Manasse e l'impeto del giovane Giuseppe delineano un'allegoria delle tre età dell'uomo, ma anche del passaggio del tempo e della vanità delle ambizioni terrene. Il gesto finale del patriarca, coperto da un lenzuolo come un antico filosofo, richiama l'idea della morte come passaggio e della speranza in una rinascita. Il significato teologico dell'episodio – secondo una remota simbologia cristiana – è stato interpretato come una prefigurazione del futuro della Chiesa. L'intensità emotiva e il vigore morale con cui Guercino affronta il soggetto riflettono la piena maturità espressiva dei suoi trent'anni.
La composizione fornisce un esempio emblematico della tendenza del Guercino, intorno al 1620, a cogliere un frammento narrativo fugace ma ricco di significato emotivo. Come ha osservato Wolfgang Stechow, che ha esaminato l'iconografia e il valore simbolico del soggetto, «l'artista ha selezionato, con infallibile istinto per la drammatizzazione, il momento più effimero e transitorio dell'intero episodio.» L’illuminazione scenografica, che richiama il teatro barocco, accentua i contrasti chiaroscurali e sottolinea la tensione emotiva tra i personaggi. Le figure sono colpite da fasci di luce che ne scolpiscono i corpi e le espressioni, mentre altre restano immerse nell’ombra, in un uso controllato della luce che guida la lettura del dipinto. Il colore è caldo, vibrante, sostenuto da una tavolozza terrosa e da una pennellata ancora istintiva, lontana dall'idealismo classico con cui l'artista entrerà in contatto a Roma l'anno successivo.